# Jack Katz
Jack Katz   (Brooklyn, 27 de setembre de 1927 - Walnut Creek, 24 d'abril de 2025) va ser un autor de còmics, escriptor, pintor i professor de dibuix estatunidenc conegut per la seva novel·la gràfica The First Kingdom, una epopeia de 24 números que va començar durant l'era del còmic underground.
Influenciat per dibuixants de còmics il·lustratius com Hal Foster i Alex Raymond, Katz va assistir a l'Escola d'Art Industrial de Nova York. Va començar a treballar per a editorials de còmics a la dècada del 1940, durant el període que els fans i els historiadors anomenen l'Edat d'Or dels Còmics. Tot i que va continuar treballant en còmics durant la dècada del 1950, el seu ritme lent i el seu estil de dibuix altament detallat i idiosincràtic el van impulsar a abandonar aquest camp durant 14 anys. Cap al 1969, va tornar als còmics en color convencionals, així com a les revistes de còmics de terror en blanc i negre, i després de traslladar-se a Califòrnia es va embarcar en The First Kingdom, una obra serialitzada que més tard es va considerar una precursora o una forma primerenca de la novel·la gràfica. El va completar el 1986 i va continuar escrivint i dibuixant més obres en aquest sentit, i ensenyant dibuix.

## Biografia
Katz va néixer a Brooklyn, Nova York, el 27 de setembre de 1927. Es va traslladar al Canadà pocs dies després de néixer. Va tornar als Estats Units quan tenia uns vuit anys. Mentre estudiava a l'Escola d'Art Industrial de Nova York, va establir vincles d'amistat amb els futurs dibuixants de còmic Alex Toth, Alfonso Greene i Pete Morisi.
Katz es va casar tres vegades i va tenir quatre fills. Va morir en un hospital de Walnut Creek, Califòrnia, el 24 d'abril de 2025, als 97 anys.

## Inici de la carrera professional

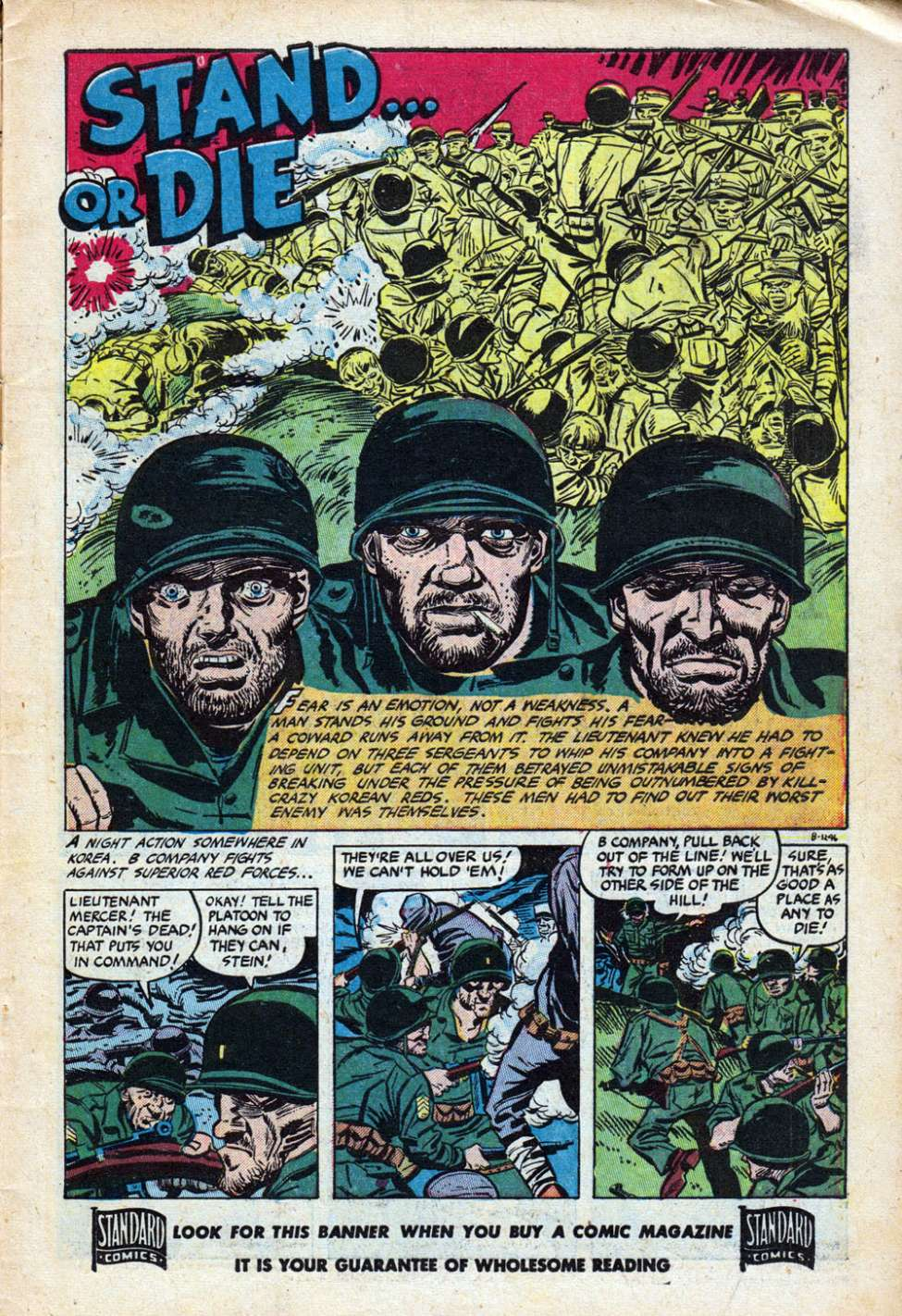
Exciting War núm. 6, Standard Comics, dibuixos de Jack Katz, entintat d'Aldo Rubano, novembre de 1952.

L'obra de Katz en còmics convencionals abasta tant l'Edat d'Or com l'Edat de Plata, i es va dur a terme sota diversos pseudònims com ara Jay Hawk, Vaughn Beering, Alac Justice, Alec Justice i David Hadley. Va començar a la indústria el 1943, treballant a l'estudi de CC Beck i Pete Costanza en el llargmetratge d'aquest duet Bulletman. El 1944 o 1945, treballant com a il·lustrador a l'estudi de còmics de Jerry Iger, va conèixer el dibuixant Matt Baker, a qui considerava "un dels millors il·lustradors i un bon narrador". De 1946 a 1951, va treballar com a assistent de dibuixant en diverses tires còmiques de King Features Syndicate. Katz va treballar al Thimble Theatre com a dibuixant assistent, col·laborant amb Bela Zaboly i Louis Trakis. Katz va treballar breument a Terry and the Pirates com a assistent de George Wunder. Com a "home detallista", va entrar en contacte amb Hal Foster i Alex Raymond, dos dels artistes que més el van inspirar en els seus primers anys. Katz ha considerat Foster el seu "far" des dels sis anys i creu que Foster va establir les bases de la novel·la gràfica. Raymond va elogiar l'estil il·lustratiu de Katz i va dir que treballar en còmics era una pèrdua de temps. Stanley Kaye va instar Katz a perseverar.
Katz va començar a treballar per a Standard Comics i els seus segells el 1951, fent còmics de terror, còmics de guerra i alguns còmics romàntics fins que l'empresa va tancar. D'aquest període provenen algunes de les primeres obres que es poden identificar com a seves, com ara Adventures into Darkness nùm.10 (juny de 1953).De 1952 a 1956, Katz va treballar com a dibuixant i entintador a l'estudi de Jack Kirby i Joe Simon, treballant al costat de Mort Meskin i Marvin Stein. Kirby va ensenyar a Katz a entintar i a utilitzar la il·luminació per emfatitzar escenes dramàtiques. Katz es va inspirar en les il·lustracions de Dean Cornwell i Harvey Dunn per afegir molts detalls a la seva obra. L'estil intricat va alentir el ritme de treball de Katz i el van acomiadar. Va començar a treballar a Timely Comics sota les ordres de Stan Lee al voltant de 1954. Katz va treballar en còmics de guerra i terror, així com en westerns, però el seu ritme va continuar causant friccions. Sense el coneixement de Lee, Katz va treballar per a Fiction House, cosa que el va frenar encara més. El 1955 va deixar els còmics convencionals per pintar i ensenyar dibuix, tant en privat com per a la YMCA de la ciutat de Nova York. El seu parèntesi a l'industria va durar 14 anys.
Impressionat pel Capità Amèrica de Jim Steranko, Katz va entrar al món dels còmics per segona vegada el 1969 i va anar passant de feina en feina. Primer va trobar feina amb Stan Lee a Marvel Comics i va treballar en llibres com ara Sub-Mariner, Monsters on the Prowl i Adventure into Fear. Katz va treballar després a House of Secrets i còmics romàntics per DC abans de passar a escriure i il·lustrar històries per a Jim Warren.
A principis dels anys setanta, Katz va dibuixar nombrosos còmics romàntics per a DC i Marvel Comics.
Katz va aconseguir feina a Skywald Publications cap al 1970, on creia que seria capaç d'escriure les seves pròpies històries. Mentre era allà, va treballar a "Zangar" (al còmic Jungle Adventures) i va poder fer el dibuix i el guió de "The Plastic Plague" a la revista de còmics de terror Nightmare núm.14 (agost de 1973). Mentre treballava a Skywald com a editor associat, Katz es va traslladar a Califòrnia a principis dels anys setanta. Va ser allà on va començar a escriure The First Kingdom, integrant a la història les idees que havia tingut des de la seva època amb Warren Publications.
El 1978, Katz es va associar amb el seu amic Thomas Scortia per crear la tira còmica de curta durada Galactic Prime. La tira es va estrenar el 5 de juliol de 1978 i només va durar set setmanes al North East Bay Independent and Gazette.

## The First Kingdom
El trasllat a Califòrnia va permetre a Katz introduir-se al món dels còmics underground. A través de l'edició independent va veure el potencial de crear la seva pròpia història sense interferències editorials. El Primer Regne és una novel·la gràfica de 24 números i 768 pàgines que Katz va trigar 12 anys a completar, a part d'escriure la història. Acabava dos llibres per any, intencionadament amb un total de 24 per tal de reflectir el nombre de llibres de la Ilíada i l'Odissea d'Homer. Cada número està dedicat a la seva esposa d'aleshores, Carolyn.
L'epopeia va ser publicada per Comics & Comix Co. del 1974 al 1977, moment en què la publicació va passar a ser assumida per Bud Plant Inc. (cofundador de Comics & Comix) i completada el 1986. Els primers elogis per a Kingdom van venir de la revista Playboy i del fanzine Rocket's Blast Comiccollector. Mai va ser un èxit comercial, en part a causa de la freqüència amb què va sortir i del seu contingut per a adults.
El seu gènere és la ciència-ficció - fantasia amb una èmfasi més gran en la ciència-ficció a partir del número 6. La història s'obre en una nova era postnuclear amb tribus que lluiten per la supervivència en una Terra primitiva i fantàstica plena de déus i monstres. Els déus s'immisceixen en els afers humans, i el seu aspecte, temperament i vicis s'assemblen als déus de l'antiga Grècia. La història abasta generacions i té un gran repartiment de personatges. Abunda en teories per explicar la religió, l'evolució, la migració i per què els humans es permeten distreure de les "qüestions que assetgen la nostra existència". El protagonista de la història, Tundran, apareix al quart llibre. Supera obstacles per tornar al regne de Moorengan, usurpat pel seu pare, com a alliberador. Pel camí s'enamora de Fara, una "deessa trans" encarnada, i les seves aventures junts representen la trama més lineal de la història.
The First Kingdom és la primera part d'una trilogia, que Katz va dir que inclouria Space Explorers Club i Destiny. Va dir que els primers 20 números són la introducció a la història real del Regne dels números 21–24. Els primers 20 números estan plens d'històries que s'entrellacen i repeteixen el mateix cicle condemnat: un ascens durament guanyat des de la primitivitat floreix en una edat d'or d'avanç científic que inevitablement desemboca en guerra i una preocupació per la supervivència i la superstició. Aquí es revelen les pors de Katz sobre la condició humana. Els seus personatges són incapaços de transcendir la seva "programació inicial" nascuda a causa d'estrès ambiental i no poden escapar de motivacions tan bàsiques com la cobdícia, l'enveja i la gelosia. L'oportunitat perquè la humanitat trenqui aquest cicle arriba amb l'arribada de Queltar al número 20, que anima uns quants escollits a unir-se a ell i abraçar el seu veritable potencial entre les estrelles.
Diversos tocs estilístics distingeixen l'estil il·lustratiu de Katz a Kingdom del d'altres artistes de còmic. És molt detallat. Totes les seves formes humanes (i humanoides) tenen cossos ideals i heroics representats amb precisió anatòmica; i no hi ha espais en blanc entre pàgines oposades, amb murals que omplen pàgines d'un sol panell per tota l'obra. La qualitat de l'art de Katz madura a mesura que avança en la història: les vinyetes es fan més grans i canvia de la ploma al pinzell al cinquè llibre, un suggeriment de Jim Steranko.
Katz va mantenir correspondència freqüent amb Will Eisner durant tot el projecte. Va demanar a Eisner que escrivís un pròleg per al número 23. Eisner va complir de bon grat, i en el seu pròleg afirma que l'obra va ajudar a crear un nínxol per al mitjà de la novel·la gràfica. Tant Eisner com Jerry Siegel consideraven que Kingdom era innovador en molts aspectes. La intenció declarada de Katz en el primer número era ser pionera: "L'obra que estic duent a terme... és la primera d'una sèrie de llibres en què espero ampliar la dimensió dels còmics a la forma d'art potencial per a la qual un dels seus primers i més grans artistes, Hal Foster, va establir les bases". L'historiador de còmics RC Harvey creu que Katz va ser la "...primera persona en els còmics que va perseguir una visió personal amb tanta extensió". El projecte apassionant de Katz sovint generava comparacions amb William Blake.
The First Kingdom va ser reimprès en diversos formats. Pocket Books va publicar una versió "Wallaby" de gran format dels primers sis llibres el 1978. El 2005, Century Comics (sota el seu nom anterior, Mecca Comics Group) va publicar el primer volum d'un conjunt previst de quatre volums, que recollia els números 1–6. El segon volum va recollir els números 7–12 i va seguir mesos després. Century Comics va tancar abans de poder publicar els dos volums finals. El maig de 2013, Titan Comics va començar a reimprimir la sèrie en sis volums, remasteritzada a partir de l'art original i amb noves lletres.

## Pintura
El 1956, Katz va deixar la indústria del còmic i va començar a pintar i ensenyar dibuix a Brooklyn. El setembre de 1962, la seva obra va ser presentada en una exposició individual a la Panoras Gallery de Manhattan, al número 62 del carrer West 56th. El programa va rebre un article al diari The Brooklyn Eagle. Katz va continuar pintant fins a principis dels anys seixanta, tot i que no hi ha registres de moltes d'aquestes obres.
L'estil pictòric de Katz, com el seu estil artístic de còmic, se centra en temes humans i anatomia. "Les figures de les pintures... abracen, s'entrellacen, es retorcen, es contorsionen i mamen. L'obra combina el realista amb l'exagerat. És un món dels anys 30 i 40, la seva visió no es veu obstaculitzada per cinquanta anys de tendències i teoria artístiques. Em ve al cap l'Escola Ashcan." 
El 1988, Katz va tornar a la pintura a l'oli i va completar moltes obres entre el 1988 i el 2003. Durant aquest temps, Katz també ensenyava art al nord de Califòrnia. Després del 2003, Katz va deixar de pintar i va tornar a dibuixar i a desenvolupar històries de còmics.

## Carrera posterior

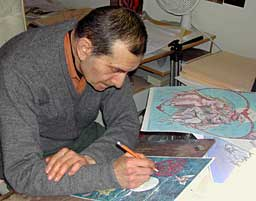
Katz al seu estudi

Des dels anys de Kingdom, Katz s'ha centrat en l'ensenyament del dibuix en una universitat comunitària d'Albany, Califòrnia, pintant i treballant en novel·les gràfiques. Els seus alumnes han ajudat a publicar diversos llibres de les seves obres. Aquests inclouen un llibre d'anatomia per a estudiants (Anatomy by Jack Katz, Volume One) i dos llibres dels seus esbossos (Jack Katz Sketches, Vol. 1 i Jack Katz Sketches, Vol. 2). El 2009, Graphic Novel Literature va publicar la segona novel·la gràfica de Katz, Legacy. Charlie Novinskie, expresident de Century Comics, va ajudar a escriure el guió de Legacy.
El 2014, Katz va començar a treballar en Beyond the Beyond, una novel·la gràfica de 500 pàgines, que era una continuació dels temes que havia desenvolupat a la sèrie The First Kingdom.
El 2019, Katz va començar una nova novel·la gràfica, que va dir que tindria 330 pàgines. Aquesta nova novel·la és una seqüela de Beyond the Beyond.
A l'octubre de 2020, Katz va tenir una exposició individual a Berkeley, Califòrnia, titulada "L'edat d'or i més enllà". L'exposició va presentar obres de tota la seva carrera, incloent-hi còmics i pintures.
El setembre de 2021, Sharpy Publishing, de Liam Sharp, va publicar The Unseen Jack Katz, una col·lecció d'obres inèdites dels anys setanta i vuitanta. Finançat com a projecte de Kickstarter, el llibre contenia diverses històries i tires còmiques inacabades de Katz.
El març de 2025, l'art i els materials personals de Katz es van exposar a la Universitat Rice com a part de l'exposició Comics Sans Frontieres Conference al Moody Center for the Arts.

## Donació de la Universitat Rice
El març de 2025, la Col·lecció Jack Katz i Caroline Gold va ser donada als Arxius de l'Impossible de la Universitat Rice per la seva exdona, Caroline Gold. La col·lecció conté les novel·les gràfiques, escrits i il·lustracions originals de Jack. Estarà disponible per a futurs estudis i accés públic al Woodson Research Center de la Universitat Rice.

## Premis
Katz va ser un dels guardonats amb el Premi Inkpot el 1976 a la Comic-Con de San Diego. El 2023, Jack Katz va rebre el premi Will Eisner Hall of Fame a la Comic-Con de San Diego. El professor Andrew Kunka va acceptar el premi en nom seu i es va projectar un breu discurs d'acceptació en vídeo.

## Exposicions
- Setembre de 1962 - Panoras Gallery - Nova York, NY - Exposició individual de pintures a l'oli.
- Octubre de 2020 - Berkeley, Califòrnia - "L'edat d'or i més enllà". Exposició individual que cobreix tota la carrera de Jack.
- Març de 2025 - Universitat Rice, Houston, Texas - Exposició The First Kingdom al Moody Center for the Arts.